# Gautieria
Gautieria Vittad. (wnętrznica) – rodzaj grzybów z rodziny siatkoblaszkowatych (Gomphaceae).

## Charakterystyka
Owocniki pomarszczone, po potarciu zmieniające barwę na fioletową. Powierzchnia naga lub owłosiona. Komory w owocniku o nieregularnym kształcie, labiryntowate. Strzępki nieco zżelowane, tworzące chrzęstny, niegalaretowaty hymenofor. Podstawki 2–4-zarodnikowe. Zarodniki o zmiennym kształcie, ze stożkowo-ściętym lub spiczastym wyrostkiem wnęki. Zapach przyjemny, w okresie dojrzałości zwykle nie wywołujący mdłości.

## Systematyka i nazewnictwo
Pozycja w klasyfikacji według Index Fungorum: Gomphaceae, Gomphales, Phallomycetidae, Agaricomycetes, Agaricomycotina, Basidiomycota, Fungi.
Takson utworzył Carlo Vittadini w 1831 r. Synonimy naukowe: Ciliciocarpus Corda, Hydnospongos Wallr., Uslaria Nieuwl. Polską nazwę nadał Władysław Wojewoda w 2003 r.
Gatunki występujące w Polsce:
- Gautieria confusa J.M. Vidal, Fern. Rodr., L. Albert, Mleczko & Slavova 2023[5]
- Gautieria convoluta J.M. Vidal, Fern. Rodr., A. Paz, Chachuła & Kozak 2023
  - Gautieria convoluta var. convoluta J.M. Vidal, Fern. Rodr., A. Paz, Chachuła & Kozak 2023[5]
- Gautieria graveolens Vittad. 1831 – wnętrznica cebulowata
- Gautieria morchelliformis Vittad. 1831 – wnętrznica smardzowata
- Gautieria otthii Trog 1857[5]
- Gautieria persimilis J.M. Vidal, Fern. Rodr., Cabero, Bratek, Mleczko & Kaounas 2023
- Gautieria queletii J.M. Vidal, Kozak, Mleczko, Karpowicz, Fern. Rodr. & A. Paz 2023[5]
- Gautieria trabutii (Chatin) Pat. 1897[5]
- Gautieria villosa Quél. 1879
  - Gautieria villosa var. inflata J.M. Vidal, Fern. Rodr., Mleczko, Kozak & Slavova 2023[5]
  - Gautieria villosa var. villosa Quél. 1879[5]

Nazwy naukowe na podstawie Index Fungorum. Wykaz gatunków i nazwy polskie według Władysława Wojewody i innych.